# Талава (Нуоро)
Талава је насеље у Италији у округу Нуоро, региону Сардинија.
Према процени из 2011. у насељу је живело 134 становника. Насеље се налази на надморској висини од 222 м.